# J. Harold Murray
J. Harold Murray, nato Harry Rulten (South Berwick, 17 febbraio 1891 – Killingworth, 11 dicembre 1940), è stato un baritono e attore statunitense.
Per oltre un decennio, dai ruggenti anni venti agli anni della Depressione, ha contribuito allo sviluppo del teatro musicale collegando il vaudeville, l'operetta e il musical.

## Biografia
Nato Harry Rulten il 17 febbraio 1891 nel Maine, "Hal" Murray servì nella Marina Mercantile durante la prima guerra mondiale. Dopo la guerra e un breve apprendistato nel vaudeville, fece il suo debutto teatrale sulle scene musicali con il nome di J. Harold Murray in Always You e in Sometime, due produzioni del 1920.
A trent'anni, debuttò a Broadway in The Passing Show of 1921. Per dieci anni, fu protagonista di dieci musical e co-protagonista in alcuni spettacoli con Eddie Cantor, Fred Allen e Joe E. Brown. Nel febbraio 1927, fu la star maschile di Rio Rita, una produzione di Florenz Ziegfeld che ebbe un grandissimo successo.
Lavorò poi a Hollywood, dove girò alcuni film. Ritornato a New York, fu la star di alcuni lavori di Irving Berlin e di Oscar Hammerstein II. Si ritirò dalle scene di Broadway nel 1935, ma non lasciò il mondo dello spettacolo. Cantò in un programma radiofonico per tre anni, recitò a teatro e al cinema.
Nella primavera del 1940 restò colpito da nefrite. Ammalato, morì l'11 dicembre all'età di 49 anni.

## Spettacoli teatrali
- The Passing Show of 1921  (Broadway, 29 dicembre 1920)
- The Midnight Rounders of 1921 (Broadway, 7 febbraio 1921)
- The Whirl of New York  (Broadway, 13 giugno 1921)
- Make It Snappy (Broadway, 13 aprile 1922)
- Springtime of Youth (Broadway, 26 ottobre 1922)
- Caroline (Broadway, 31 gennaio 1923)
- Vogues of 1924 (Broadway, 27 marzo 1924)
- China Rose  (Broadway, 19 gennaio 1925)
- Captain Jinks (Broadway, 8 settembre 1925)
- Castles in the Air (Broadway, 6 settembre 1926)
- Rio Rita (Broadway, 2 febbraio 1927)
- East Wind (Broadway, 27 ottobre 1931)
- Face the Music (Broadway, 17 febbraio 1932)
- Thumbs Up! (Broadway, 27 dicembre 1934)

## Filmografia
La filmografia è completa. Quando manca il nome del regista, questo non viene riportato nei titoli

### Attore
- Schubert's Serenade (1928)
- Maritati ad Hollywood (Married in Hollywood), regia di Marcel Silver (1929)
- Carnevale romantico (Cameo Kirby), regia di Irving Cummings (1930)
- Il bel contrabbandiere (Women Everywhere), regia di Alexander Korda (1930)
- Under Suspicion, regia di A.F. Erickson (1930)
- A Nite in a Nite Club, regia di Milton Schwarzwald (1934)
- The Flame Song, regia di Joseph Henabery (1934)

### Colonna sonora
- Il bel contrabbandiere (Women Everywhere), regia di Alexander Korda (1930)

### Film o documentari dove appare J. Harold Murray
- Giorni felici (Happy Days), regia di Benjamin Stoloff (1929)